# Отрицание (фильм)
«Отрицание» (англ. Denial) — художественный фильм, совместного производства Великобритании и США, вышедший на экраны в 2016 году. В фильме описываются события вокруг судебного дела Ирвинг против Липштадт, фильм частично основан на материалах дела, частично на книге Деборы Липштадт «Мой день в суде с человеком, отрицающим Холокост». Премьера фильма состоялась на Международном кинофестивале в Торонто 11 сентября 2016 года. Главную роль исполнила актриса Рэйчел Вайс (изначально планировалась Хилари Суэнк).

## Сюжет
Писатель и отрицатель Холокоста Дэвид Ирвинг подаёт в суд на историка Дебору Липштадт и её издательство Penguin Books за клевету. В своей книге Липштадт назвала Ирвинга «отрицателем Холокоста». Поскольку в Великобритании бремя доказывания в делах о клевете лежит на ответчика, Липштадт и её команда адвокатов начинают работу по сбору свидетельств того, что Ирвинг лжёт. С этой целью писательница в сопровождении своих защитников Энтони Джулиуса и королевского адвоката Ричарда Рэмптона совершает поездку в Освенцим. Члены британского еврейского сообщества уговаривают Липштадт разрешить дело без судебного заседания, чтобы не создавать Ирвингу рекламу. Но последний настолько уверен в своей правоте, что соглашается на суд с участием судьи вместо суда присяжных, где у него было бы больше места для манипуляций.

## В ролях
- Рейчел Вайс — Дебора Липштадт, историк, писательница, изучающая Холокост[2]
- Тимоти Сполл — Дэвид Ирвинг, писатель, отрицатель Холокоста[8]
- Том Уилкинсон — Ричард Рэмптон[англ.], королевский адвокат, барристер Липштадт[9]
- Эндрю Скотт — Энтони Джулиус[англ.], солиситор Липштадт[7]
- Джек Лауден — Джеймс Либсон[10]
- Карен Писториус — Лора Тайлер
- Алекс Дженнингс — сэр Чарльз Грей[англ.], королевский адвокат, судья[7]
- Марк Гэтисс — Роберт Ян ван Пелт, писатель, исследователь Холокоста[11]
- Джон Сешнс — Ричард Джон Эванс, историк, специалист по Третьему рейху
- Гарриет Уолтер — Вера Райх
- Никки Амука-Бёрд — Лили Хобрук

## Съёмки
Основные съёмки проходили с декабря 2015 года по январь 2016 года, в том числе в Лондоне. Некоторые сцены были сняты непосредственно в бывших помещениях адвокатской конторы Mishcon de Reya, членом которой во время процесса был Рэмптон. Сцены в зале суда снимались в помещении городского совета Суррея в Кингстоне (Большой Лондон). Помимо этого съемочная группа выезжала в Польшу: в Краков и на территорию бывшего концентрационного лагеря Освенцим (Аушвиц).

## Релиз
В Великобритании и Ирландии фильм вышел на экраны 27 января 2017 года, в Международный день памяти жертв Холокоста.

## Критика
«Отрицание» получило в основном положительные отзывы от критиков. На сайте-агрегаторе обзоров Rotten Tomatoes рейтинг одобрения фильма, основанный на 167 отзывах, составляет 83 %, со средней оценкой 6,80/10. Консенсус критиков веб-сайта гласит: «Если „Отрицание“ не совсем соответствует своей невероятной реальной истории, оно всё равно достаточно близко к тому, чтобы предложить удовлетворяющую, впечатляющую драму — и очередную мощную роль Рэйчел Вайс». На Metacritic фильм получил оценку 63 из 100, основанную на 34 рецензиях и указывающую на «в целом благоприятные отзывы». Сама Дебора Липштадт также позитивно отозвалась о фильме и актёрском исполнении Рэйчел Вайс.

## Награды и номинации
| Награда                         | Дата церемонии  | Категория                         | Номинанты                                          | Итог      | Прим.  |
| ------------------------------- | --------------- | --------------------------------- | -------------------------------------------------- | --------- | ------ |
| Премия AARP «Кино для взрослых» | 6 февраля 2017  | Лучшая мужская роль второго плана | Тимоти Сполл                                       | Номинация | [ 18 ] |
| БАФТА                           | 12 февраля 2017 | Лучший британский фильм           | Мик Джексон, Гэри Фостер, Дэвид Хэа, Расс Краснофф | Номинация | [ 19 ] |
| Cinema for Peace Awards         | 14 февраля 2017 | Премия за справедливость          | Мик Джексон                                        | Номинация | [ 20 ] |